# Alberto Cavalli (politico)
Alberto Cavalli (Brescia, 17 marzo 1953) è un politico italiano, presidente della provincia di Brescia dal 1999 al 2009 ed assessore per la regione Lombardia dal 2013 al 2014.

## Biografia
Nato a Brescia il 17 marzo 1953, Alberto Cavalli si laurea in Architettura all'Università Iuav di Venezia e si dedica da principio alla carriera professionale aprendo uno studio nella sua città d'origine.
Negli anni Ottanta e fino al 1996 è consigliere di amministrazione della Triennale di Milano. Ne è stato in particolare commissario straordinario dal 1990 al 1992 in occasione della 18ª esposizione internazionale. Dal 1996 è membro del Comitato di programmazione e pianificazione territoriale di Regione Lombardia.
Esponente di Forza Italia dalla sua fondazione, alle elezioni provinciali bresciane del 1995 viene, primo degli eletti, eletto consigliere.
Nel 1996 si candida alla Camera nel collegio di Chiari: sostenuto dal centrodestra, ottiene il 29,6% dei voti. Viene battuto dal rappresentante del'Ulivo e da quello della Lega Nord Daniele Molgora, risultato in seguito vincitore.
Alle amministrative del 1999 è eletto Presidente della Provincia in rappresentanza di una coalizione di centrodestra. Al ballottaggio vince con il 50,3% dei voti sul candidato del centro-sinistra Guido Galperti.
Confermato al turno di ballottaggio alle elezioni provinciali del 2004, in qualità di candidato della Casa delle Libertà, con una maggioranza del 54%, vince contro il candidato de L'Unione Tino Bino.
Durante questo secondo mandato è eletto vicepresidente vicario Unione Province d’Italia (UPI).
Nel 2010 è nominato dal presidente della Regione Lombardia Roberto Formigoni alla carica di sottosegretario del presidente con delega all'Università e Ricerca, incarico che mantenne fino all'ottobre 2012.
L'anno seguente partecipa alle elezioni regionali dove è eletto consigliere per la lista provinciale bresciana de Il Popolo della Libertà. Il 19 marzo il nuovo presidente della regione, Roberto Maroni, lo nomina assessore Regionale al Commercio, Turismo e Settore Terziario. Dopo un rimpasto di giunta, il 22 aprile 2014, Maroni lo nomina assessore regionale alle Infrastrutture e Mobilità, carica che mantiene fino al 10 dicembre.
In Consiglio Regionale ricopre in seguito il ruolo di presidente della VIII Commissione permanente Agricoltura, Montagna, Foreste e Parchi.
Dopo aver aderito al Movimento di Stefano Parisi Energie per l’Italia, Alberto Cavalli svolge il ruolo di capogruppo in Consiglio Regionale.